# السياحة في كوسوفو
تقع كوسوفو في جنوب شرق أوروبا. من خلال موقعها في مركز منطقة البلقان، تعد البلاد حلقة وصل بين كل من مناطق وسط وجنوب أوروبا، البحر الأدرياتيكي، والبحر الأسود. تتميز السياحة في كوسوفو بغنى التراث الأثري الموروث من العصور الإيليرية والدردانية والرومانية والبيزنطية والصربية والعثمانية والمأكولات الألبانية والصربية التقليدية والعمارة والتراث الديني والتقاليد والمناظر الطبيعية.
أدرجت صحيفة نيويورك تايمز كوسوفو في قائمة الأماكن الـ 41 التي يمكنك زيارتها في عام 2011. في نفس العام، ارتقت كوسوفو 40 مرتبة على محرك بحث الرحلات الجوية سكايسكانر (بالإنجليزية: Skyscanner)‏ والذي يهتم بدراسة نمو السياحة العالمية.
يتم تصنيف آثار كوسوفو على أنها ملكية مشتركة يتحمل المجتمع مسؤولية الحفاظ عليها لأجل الإبقاء عليها للأجيال القادمة.
كوسوفو لديها مجموعة متنوعة من المؤهلات الطبيعية. فهي محاطة بالجبال : حيث تقع جبال شر في الجنوب والجنوب الشرقي، على الحدود مع مقدونيا، في حين توجد جبال كوباونيك في الشمال. الحدود الجنوبية الغربية مع الجبل الأسود وألبانيا هي أيضا جبلية، وموطن أعلى قمة في البلاد، قمة جيرافيكا بارتفاع يصل 2,656 متر (8,714 قدم). المنطقة الوسطى منطقة جبلية بالأساس، ولكن يتواجد بها سهلين كبيرين في غرب وشرق كوسوفو، هما على التوالي، سهل ميتوهيا وسهل كوسوفو.
معظم السياح الأجانب في كوسوفو يأتون من ألبانيا وألمانيا وإيطاليا والولايات المتحدة والمملكة المتحدة وكرواتيا والنمسا. السياحة في كوسوفو قطاع يعرف نموا ملحوظا حيث يزداد عدد الزوار من السياح كل عام.

## عوامل الجذب

### المدن
بعض المدن الأكثر زيارة تشمل :
- بريشتينا، عاصمة كوسوفو. تضم بريشتينا قبر أول رئيس لكوسوفو إبراهيم روغوفا. تعد غيرميا (بالألبانية: Gërmia) والحديقة الإيطالية أكثر الحدائق زيارة في المدينة. تشمل المعالم السياحية الأخرى في العاصمة متحف كوسوفو وبرج الساعة ومسجد جاشار باشا.[7]
- جاكوفا، مدينة تشتهر بالحياة الليلية والمعالم التاريخية. تشمل الآثار المساجد والكنائس والجسور والمتاحف.
- بيخا، مدينة على طول نهر (بالألبانية: Peć Bistrica)، بالقرب من جبال الألب الألبانية. يتميز وسط المدينة بمحلات تجارية مختلفة، مثل محلات الخياطة وصياغة الذهب ودباغة الجلود. تعد المساجد القديمة مثل مسجد باجراكلي والكنيسة الأرثوذكسية جزءا من المعالم التاريخية للمدينة.[8]
- بريزرن، مدينة ذات حي عثماني محفوظ جيدا، وقلعة مبنية على الطراز الروماني. تقع بريزرن بمحاذاة نهر بريزرن وبالقرب من جبال شار. تحتوي المدينة كذلك على قلعة كلاجاجا (بالألبانية: Kaljaja) وكذلك كنيسة أرثوذكسية صربية.[9]
- نوفو بردو، بلدية في وسط كوسوفو. توفر نوفو بردو لزوارها فرصة ممارسة المشي لمسافات طويلة وركوب الدراجات في الجبال. تشمل بعض المواقع الأثرية في المدينة القلعة التي تعود إلى فترة القرون الوسطى والمباني الدينية والمقابر.[10]
- أولبيانا، مدينة قديمة تعود إلى حقبة القرن الثاني الميلادي في شبه جزيرة البلقان. قام الإمبراطور جستنيان الأول بإعادة بنائها.

### خصائص طبيعية
- شلال الدرين الأبيض، يقع في شمال بيخا. درين وايت هو أكبر نبع مائي في كوسوفو.
- حديقة جبال شار الوطنية، تم إنشاؤها عام 1993 وتغطي مساحة 39,000 هكتار في جنوب غرب كوسوفو. تقع جبال شار على الحدود مع جمهورية مقدونيا، وهي موطن العديد من الأنواع الحيوانية بما في ذلك الدببة والذئاب والغزلان والثعالب.[11]
  - منتجع التزلج Brezovica في سار جبال الحديقة الوطنية في جنوب كوسوفو.
- منتزه بروكليجي الوطني، وهو منتزه وطني مقترح منذ عام 2001 في منطقة سلسلة جبال بروكليجي في غرب كوسوفو وجزء من جبال الألب الدينارية الأكبر.
- كهف Gadime، وهو كهف رخامي تحت الأرض في قرية Gadimlje السفلى  بالقرب من ليبليان اكتشفه أحمد ديتي في عام 1969.[12]

## هندسة معمارية
- آثار العصور الوسطى في كوسوفو، موقع تراث عالمي مدرج ضمن مواقع اليونسكو للتراث العالمي بما في ذلك :
  - تم بناء هذا المجمع المكون من أربع كنائس في بطريركية بيجو، بين عامي 1230 و1330 من قبل أسرة نيمانيك الصربية خلال القرون الوسطى.[13] كانت الكنيسة مقرا للبطريركية الصربية منذ عام 1302. تعتبر ذات أهمية وطنية كبيرة للصرب ولصربيا عموما.
  - دير فيسوكي دياني، أحد أهم الأديرة في الكنيسة الأرثوذكسية الصربية في كوسوفو. تم بنائه من 1307 إلى 1328.
  - دير Gračanica، تم الانتهاء منه في عام 1321 من قبل الملك الصربي ميلوتين. الدير هو مثال على العمارة الكنسية في العصور الوسطى (القرن 14)، وهو أيضا موقع تراث عالمي.[12]
  - سيدة لييفيس

## إحصاءات
تنشر وكالة الإحصاءات لجمهورية كوسوفو الإحصاءات المتعلقة بالفنادق كل ثلاثة أشهر منذ عام 2008. في عام 2018، بلغ عدد ليالي المبيت لغير المقيمين التي تم الإبلاغ عنها 321,308، مقارنة ب 273,394 في العام السابق. زاد عدد الزوار الأجانب أيضا من 162,234 في عام 2017 إلى 192,761 في عام 2018.
يوضح الجدول التالي عدد الزوار غير المقيمين وفقا لبلد المنشأ في عام 2018. صدرت البيانات من مكتب الإحصاءات لجمهورية كوسوفو.
| المرتبة | البلد            | عدد الزوار |
| ------- | ---------------- | ---------- |
| 1       | ألبانيا          | 37141      |
| 2       | ألمانيا          | 17178      |
| 3       | تركيا            | 14848      |
| 4       | الولايات المتحدة | 13875      |
| 5       | سويسرا           | 13151      |
| 6       | مقدونيا          | 7842       |
| 7       | صربيا            | 7475       |
| 8       | المملكة المتحدة  | 6482       |
| 9       | إيطاليا          | 6292       |
| 10      | كرواتيا          | 5926       |
| 11      | الآخرين          | 53522      |
|         | المجموع          | 192761     |

## القضايا التي تؤثر على السياحة
تعتبر صربيا أن كوسوفو جزء لا يتجزأ من أراضيها، وبالتالي فإنها لا تعتبر المعابر الحدودية مع كوسوفو حدودا دولية. لا تُطبق صربيا طوابع الدخول أو الخروج على جوازات سفر أولئك الذين يستخدمون هذه المعابر. كما أن صربيا لا تعترف بنقاط الدخول إلى كوسوفو (بما في ذلك مطار بريشتينا) لأنها لا تخضع لسيطرة السلطات الصربية.
يجوز لمواطني دول ألبانيا والجبل الأسود وصربيا استخدام بطاقة الهوية الوطنية عند المعابر الحدودية دون أي ختم. وفي الوقت نفسه، يجوز لمواطني دول الاتحاد الأوروبي ومقدونيا وموناكو وسان مارينو استخدام بطاقة الهوية الوطنية البيومترية (باستثناء مواطني دول النمسا وفرنسا واليونان).